# Bathyconchoecia galerita
Bathyconchoecia galerita är en kräftdjursart som beskrevs av Deevey 1968. Bathyconchoecia galerita ingår i släktet Bathyconchoecia och familjen Halocyprididae. Inga underarter finns listade.